# Юссеф Шиппо
Юссеф Шиппо (араб. يوسف شيبو, нар. 10 травня 1973, Рабат) — марокканський футболіст, що грав на позиції півзахисника.
Виступав, зокрема, за «Порту» та «Ковентрі Сіті», а також національну збірну Марокко, у складі якої був учасником чемпіонату світу, Олімпійських ігор, а також чотирьох Кубків африканських націй.

## Клубна кар'єра
У дорослому футболі дебютував 1991 року виступами за команду «Кенітра», в якій провів чотири сезони. Сезон 1995/96 він провів за саудівський «Аль-Гіляль», а сезон 1996/97 — за катарський «Аль-Арабі». З обома командами Шиппо вигравав національні першості.
Влітку 1997 року він перейшов в португальський «Порту». 29 серпня того ж року він дебютував у Прімейрі, вийшовши на заміну в домашньому поєдинку проти «Белененсеша». 25 січня 1998 року марокканець забив свій перший гол в чемпіонаті країни, відзначившись в домашньому матчі з «Варзіном». З «Порту» Шиппо двічі ставав чемпіоном Португалії.
У 1999 році він перебрався в англійський «Ковентрі Сіті», де перші два сезони виступав з командою у Прем'єр-лізі, після чого команда вилетіла у нижчий дивізіон, втім марокканець залишився у клубі ще не два роки, покинувши її лише влітку 2003 року в результаті фінансових проблем клубу.
У 2003 році півзахисник став футболістом катарського «Аль-Садда», а в 2005 — іншого місцевого клубу «Аль-Вакра», де і завершив свою професійну ігрову кар'єру.

## Виступи за збірну
Юссеф Шиппо зіграв за Марокко в одному матчі футбольного турніру літніх Олімпійських іграх 1992 року в Іспанії: на груповому етапу зі Швецією.
12 грудня 1996 року дебютував в офіційних матчах у складі національної збірної Марокко в матчі за 3-тє місце Кубка Хассана ІІ проти Нігерії (2:0).
Першим великим турніром для Шиппо став Кубок африканських націй 1998 року у Буркіна Фасо, де провів всі чотири матчі. Так само основним Юссеф був і влітку того ж року на чемпіонаті світу 1998 року у Франції, де зіграв у всіх трьох матчах, втім не допоміг команді подолати групову стадію.
В подальшому у складі збірної був учасником ще трьох континентальних першостей — Кубка африканських націй 2000 року у Гані та Нігерії, Кубка африканських націй 2002 року у Малі та Кубка африканських націй 2006 року в Єгипті, пропустивши турнір 2004 року через конфлікт із головним тренером збірної Еззакі Баду.
Всього протягом кар'єри у національній команді, яка тривала 11 років, провів у формі головної команди країни 73 матчі, забивши 9 голів.

## Титули і досягнення
- Чемпіон Катару (2):

«Аль-Арабі»: 1996–97
«Ас-Садд»: 2003–04
- Чемпіон Португалії (2):

«Порту»: 1997–98, 1998–99
- Володар Кубка Португалії (1):

«Порту»:  1997–98
- Володар Суперкубка Португалії з футболу (1):

«Порту»: 1998
- Володар Кубка Еміра Катару (1):

«Ас-Садд»: 2004–05